# Simone Canestrelli
Simone Canestrelli (Montepulciano, 11 settembre 2000) è un calciatore italiano, difensore del Pisa.

## Caratteristiche tecniche
Difensore centrale dal fisico imponente, abile nell'impostazione della manovra e nel gioco aereo, è bravo negli interventi difensivi; ha iniziato a giocare a calcio come centrocampista, prima di essere arretrato di ruolo da Lamberto Zauli ai tempi della Primavera. Strutturato fisicamente e dotato di buona tecnica, la sua abilità nel gioco aereo gli consente di essere pericoloso in fase offensiva come goleador. Può giocare sia nella difesa a 3 che in quella a 4.

## Carriera

### Club
Cresciuto nel settore giovanile dell'Empoli, il 19 luglio 2019 viene ceduto a titolo definitivo all'AlbinoLeffe, con cui inizia la carriera professionistica. Il 26 gennaio 2020 segna la prima rete in carriera, nella partita di campionato pareggiata per 2-2 contro la Pianese; nella seconda stagione trascorsa con i bergamaschi raggiunge la semifinale dei play-off. Dopo essere stato riacquistato dall'Empoli, il 27 agosto 2021 passa a titolo temporaneo al Crotone, non riuscendo tuttavia a evitare la retrocessione in terza serie. Il 18 luglio 2022 si trasferisce, sempre in prestito, al Pisa, che il 30 gennaio seguente lo acquista a titolo definitivo; l'indomani viene ceduto in prestito al Como.

### Nazionale
Ha esordito con la nazionale Under-21 il 16 novembre 2021, segnando una tripletta nell'amichevole vinta per 4-2 contro la Romania, dopo che aveva iniziato l'incontro con un autogol, diventando il terzo debuttante della storia, dopo Sergio Magistrelli e Cristiano Lucarelli, a marcare tre reti alla prima partita con gli Azzurrini, oltre che il primo difensore a segnare tre gol in una gara con l'Under-21 italiana.

## Statistiche

### Presenze e reti nei club
Statistiche aggiornate al 13 maggio 2025.
| Stagione           | Squadra            | Campionato         | Campionato | Campionato | Coppe nazionali | Coppe nazionali | Coppe nazionali | Coppe continentali | Coppe continentali | Coppe continentali | Altre coppe | Altre coppe | Altre coppe | Totale | Totale |
| Stagione           | Squadra            | Comp               | Pres       | Reti       | Comp            | Pres            | Reti            | Comp               | Pres               | Reti               | Comp        | Pres        | Reti        | Pres   | Reti   |
| ------------------ | ------------------ | ------------------ | ---------- | ---------- | --------------- | --------------- | --------------- | ------------------ | ------------------ | ------------------ | ----------- | ----------- | ----------- | ------ | ------ |
| 2019-2020          | AlbinoLeffe        | C                  | 27+1       | 1          | CI-C            | 0               | 0               | -                  | -                  | -                  | -           | -           | -           | 28     | 1      |
| 2020-2021          | AlbinoLeffe        | C                  | 36+8       | 1+1        | CI              | 2               | 1               | -                  | -                  | -                  | -           | -           | -           | 46     | 3      |
| Totale AlbinoLeffe | Totale AlbinoLeffe | Totale AlbinoLeffe | 63+9       | 2+1        |                 | 2               | 1               |                    | -                  | -                  |             | -           | -           | 74     | 4      |
| ago. 2021          | Empoli             | A                  | 0          | 0          | CI              | 0               | 0               | -                  | -                  | -                  | -           | -           | -           | 0      | 0      |
| ago. 2021-2022     | Crotone            | B                  | 26         | 2          | CI              | 0               | 0               | -                  | -                  | -                  | -           | -           | -           | 26     | 2      |
| 2022-gen. 2023     | Pisa               | B                  | 12         | 2          | CI              | 1               | 0               | -                  | -                  | -                  | -           | -           | -           | 13     | 2      |
| gen.-giu. 2023     | Como               | B                  | 5          | 0          | CI              | -               | -               | -                  | -                  | -                  | -           | -           | -           | 5      | 0      |
| 2023-2024          | Pisa               | B                  | 36         | 3          | CI              | 1               | 0               | -                  | -                  | -                  | -           | -           | -           | 37     | 3      |
| 2024-2025          | Pisa               | B                  | 36         | 3          | CI              | 1               | 0               | -                  | -                  | -                  | -           | -           | -           | 37     | 3      |
| Totale Pisa        | Totale Pisa        | Totale Pisa        | 84         | 8          |                 | 3               | 0               |                    | -                  | -                  |             | -           | -           | 87     | 8      |
| Totale carriera    | Totale carriera    | Totale carriera    | 187        | 13         |                 | 5               | 1               |                    | -                  | -                  |             | -           | -           | 192    | 14     |

### Cronologia presenze e reti in nazionale
| Cronologia completa delle presenze e delle reti in nazionale ― Italia under 21 | Cronologia completa delle presenze e delle reti in nazionale ― Italia under 21 | Cronologia completa delle presenze e delle reti in nazionale ― Italia under 21 | Cronologia completa delle presenze e delle reti in nazionale ― Italia under 21 | Cronologia completa delle presenze e delle reti in nazionale ― Italia under 21 | Cronologia completa delle presenze e delle reti in nazionale ― Italia under 21 | Cronologia completa delle presenze e delle reti in nazionale ― Italia under 21 | Cronologia completa delle presenze e delle reti in nazionale ― Italia under 21 |
| Data                                                                           | Città                                                                          | In casa                                                                        | Risultato                                                                      | Ospiti                                                                         | Competizione                                                                   | Reti                                                                           | Note                                                                           |
| ------------------------------------------------------------------------------ | ------------------------------------------------------------------------------ | ------------------------------------------------------------------------------ | ------------------------------------------------------------------------------ | ------------------------------------------------------------------------------ | ------------------------------------------------------------------------------ | ------------------------------------------------------------------------------ | ------------------------------------------------------------------------------ |
| 16-11-2021                                                                     | Frosinone                                                                      | Italia under 21                                                                | 4 – 2                                                                          | Romania under 21                                                               | Amichevole                                                                     | 3                                                                              | 88’                                                                            |
| 26-9-2022                                                                      | Castel di Sangro                                                               | Italia under 21                                                                | 1 – 1                                                                          | Giappone under 21                                                              | Amichevole                                                                     | -                                                                              | 63’                                                                            |
| Totale                                                                         |                                                                                | Presenze                                                                       | 2                                                                              |                                                                                | Reti                                                                           | 3                                                                              |                                                                                |